# Río Bravo (kommun)
Río Bravo är en kommun i Mexiko.   Den ligger i delstaten Tamaulipas, i den östra delen av landet, 700 km norr om huvudstaden Mexico City.
Följande samhällen finns i Río Bravo:
- Río Bravo
- Cándido Aguilar
- Ampliación Río Bravo
- Brecha 124 con Vía de FFCC
- La Posta
- Centenario de la Constitución
- Manuel Parreño
- Vicente Guerrero
- General Pedro Ochoa
- El Rosario
- La Reforma
- Estación Canales